# Khirbet el-Qirana
Khirbet el-Qirana (arabisch: Khirbat, Chirba = Ruinenstätte) ist ein spätrömisches und byzantinisches Militärlager, dessen Besatzung zur Sicherung und Überwachung eines Abschnitts des Limes Arabicus hierher abgestellt war. Die rechteckige Fortifikation, die zum Typus der Quadriburgi gehört wurde in der spätantiken Provinz Arabia gegründete und befindet sich im westlichen ariden Randbereich der jordanischen Wüste. Die Garnison lag in vorderster Front des tiefgestaffelten römischen Grenzsicherungssystems. Trotz starken Verfalls kann das Kastell mit seinem umliegenden Lagerdorf (Vicus) am Südrand des Sheraʿa-Hochlands, rund fünf Kilometer ostsüdöstlich des modernen Dorfes Ras en-Naqb in der Bergregion des Gouvernements Maʿan im Süden Jordaniens besichtigt werden.

## Lage
Khirbet el-Qirana wurde im vorderen Drittel eines weit nach Norden ausgreifenden Bergrückens des südlichen Sheraʿa-Hochlandes errichtet. Die das Gelände dominierende Stellung des Kastells, das eine Schlüsselposition im offenen, nach Osten gerichteten Grenzschutzsystem einnahm, wird durch seine Lage am höchsten Punkt einer sich an dieser Stelle erhebenden Kuppe unterstrichen. Von dort bietet sich auch eine weiter Blick auf die Hisma-Wüste im Süden. Insbesondere nach Südwesten fällt das Gelände von 1640 Höhenmetern nach rund einem Kilometer an einem Steilhang fast drei Kilometer auf rund 1135 Höhenmeter ab. Von Norden und Osten kommend, müssen immer noch rund 120 Meter überwunden werden, um auf die Höhe von Khirbet el-Qirana zu gelangen. Die Hauptstadt des gleichnamigen Gouvernements, Maʿan befindet sich nordöstlich und ist rund 40 Kilometer Fahrstrecke von dem Fundplatz entfernt.

## Forschungsgeschichte
Im Gegensatz zu den Verhältnissen in Zentral- und Nordjordanien fanden im Süden des Landes wesentlich weniger archäologische Forschungsreisen statt, so dass die Kenntnisse zu den dort liegenden Fundstätten oft wesentlich spärlicher und unzuverlässiger ausfallen. Zu diesen in der Vergangenheit problematischeren Fundorten gehört auch Khirbet el-Qirana, das in der Vergangenheit durch abweichende Berichte nur schwer zu lokalisieren war. Als bedeutendster früher Reisender besuchte der österreichisch-tschechische Orientalist Alois Musil (1868–1944) in den Jahren 1898, 1902 und 1910 den Ort. Im Jahre 1902 zeichnete er eine erste Planskizze der Anlage, die 1908 veröffentlicht wurde. 1910 beabsichtigte er einen neuen Plan der Fortifikation zu erstellen, doch musste er feststellen, dass in der Zwischenzeit Beduinen wichtige Mauerzüge abgebrochen hatten. Damit konnte er nach eigener Aussage seine Idee nicht mehr verwirklichen. Musil beschrieb die Anlage als ein „Viereck“, das mit 60 × 56 Schritten fast quadratisch angelegt gewesen sein soll. Die Ecktürme hätten eine Größe von 3,20 × 5,20 Meter gehabt. Der mit einem Maßstab abgebildete Aufriss des Kastells erlaubt es, eine Gesamtgröße von rund 75 × 47 Schritten oder Metern – das geht aus dem Plan nicht hervor – anzunehmen. Der Plan zeigt auch Zwischentürme, die mittig in den Mauerzügen zwischen den Ecktürmen bestanden. Lediglich an der Nordostmauer fehlt bei Musil solch eine Zwischenturm, da seine Lage ohne nähere Untersuchungen nicht nachweisbar war. Leider bot Musil keine genaue Lagebeschreibung, wo Khirbet el-Qirana zu finden sei. Dieses Manko wiederholte sich auch in der Beschreibung des amerikanischen Biblischen Archäologen Nelson Glueck (1900–1971), der den Fundplatz 1934 besuchte und ähnlich während der Forschungen des amerikanischen Provinzialrömischen Archäologen Samuel Thomas Parker (1950–2021) von der North Carolina State University, der 1976 mit seinem Limes-Arabicus-Survey-Projekt vor Ort war. Parker lokalisierte den Platz 21 Kilometer südlich von Sadaqa, was mit der von ihm veröffentlichten Karte jedoch nicht übereinstimmt. Auch die britische Klassische Archäologin Shelagh Gregory von der University of Sheffield verortete Khirbet el-Qirana rund 20 Kilometer südlich von Sadaqa und wieder stimmte diese Angabe nicht mit ihrem Plan überein.
Während so gut wie alle Wissenschaftler an diesem Platz ein spätrömisches Kastell erkennen, will Glueck in dem Bauwerk eine rund 50 × 50 Meter große Karawanserei mit quadratischen Ecktürmen gesehen haben, wobei er nur einen Zwischenturm in der Mitte der südlichen Umwehrung feststellen konnte. Zudem identifizierte er einen Wachturm „mehrere hundert Meter“ südwestlich. Einen Plan legte er seiner Beschreibung nicht bei. Der amerikanische Archäologe James Lander veröffentlichte 1984 ohne jede weitere Erläuterung einen vollständig neuen Grundriss des Kastells, den er möglicherweise basierend auf einer Kombination von Musils Plan und den Messungen von Glueck erstellte. Auch Parker (1986) und Gregory (1996) folgten dem Lander-Plan, wobei Gregory Musils Plan als das Produkt eines völlig anderen Fundplatzes abtat. Der schottische Luftbildarchäologe David L. Kennedy von der University of Western Australia erklärte sich die unterschiedlichen Überlegungen und Angaben zum Aussehen des Kastells damit, dass die verschiedenen Forscher und Wissenschaftler Khirbet el-Qirana über ein Centennium lang zu unterschiedlichen Zeiten besucht hatten und die Befestigung in diesen einhundert Jahren massiven Veränderungen und Zerstörungen, insbesondere dem bereits von Musil erwähnten Steinraub sowie Plünderungen, ausgesetzt war. Kennedy kam 2002 mit einem neuen Plan des Kastells heraus, den er anhand seiner Luftbilder und den Angaben von Musil und Glueck ausgearbeitet hatte. Die jordanische Archäologin Maysoun Al Khouri von der Universität La Sapienza in Rom definierte 2003 Khirbet el-Qirana als Kohortenkastell. Während der von 2005 bis 2007 aktiven Ayl to Ras an-Naqab Archaeological Survey, Southern Jordan (ARNAS) unter der Leitung des kanadischen Biblischen Archäologen Burton MacDonald untersuchten Wissenschaftler im Auftrag der American Schools of Oriental Research auch Khirbet el-Qirana und bestätigten erneut den römischen Ursprung der Fortifikation.
Im Jahre 1939 will auch der ungarische Archäologe Aurel Stein (1862–1943) den Ort besucht haben, doch seine Beschreibungen stimmen in keiner Weise mit den Angaben von Musil und Glueck überein, zumal er nicht einmal ein Kastell erwähnte. Seine Angaben passen besser auf Khirbet an-Nasara, etwa vier Kilometer südöstlich von el-Qirana, oder eine weitere Ruinenstätte, die sich rund 3,50 Kilometer südsüdwestlich befindet.
Die systematischen Plünderungen im archäologisch unerforschten nordöstlichen Gräberfeld von el-Qirana durch Grabräuber wurden kurz nach der Jahrtausendwende durch Kennedys Projekt „Aerial Photographic Archive for Archaeology in the Middle East“ (APAAME) dokumentiert. Im Südwesten sind 2003 noch keine Veränderung sichtbar. Kurz nach 2003 fanden jedoch auch im Südwesten des Kastells schwere Zerstörungen statt, denn MacDonald musste feststellen, dass dort Einheimische einen modernen Friedhof angelegt hatten.

## Baugeschichte
Während Musil die Befestigung von el-Qirana in seinen älteren Abhandlungen nicht datiert, definiert er das Kastell 1926 als römische Garnison. Auch die nachfolgenden Archäologengenerationen, mit Ausnahme von Glueck, sind sich in der Bewertung dieses Bauwerks als römische, konkreter spätrömische Gründung in Form eines Quadriburgus einig. Glueck hingegen nahm Khirbet el-Qirana als rein nabatäische Siedlung wahr und definierte, wie bereits erwähnt, in deren Zentrum eine zeitlich passende Karawanserei. Die Analyse der Luftbilder scheint Musils Plan am nächsten zu kommen, wenn dort der Nordpfeil um 90 Grad nach links gedreht wird. Fehler bei der Addition von Himmelsrichtungen waren damals nicht unüblich.

### Umwehrung
Aufgrund seiner Überlegungen, die Kennedy mit Hilfe einer historischen Quellenanalyse und modernen Luftbildern 2002 veröffentlichte, lässt sich eine nordnordöstliche Gesamtausrichtung des Kastells feststellen. Mit ihrem rechteckigen Bauplan ist die Garnison nach Kennedy (2002) insgesamt rund 70 × 45 Meter (= rund 0,315 Hektar) groß. Nach MacDonald (2012) maß die Anlage nur rund 50 (N–S) × 40 (O–W) Meter. Die nordwestliche Umfassungsmauer ist rund 90 Meter lang und an beiden ihrer Enden gibt es deutlich sichtbare Baureste, die wie vorspringende Ecktürme aussehen. Diese wohl an allen vier Ecken des Kastells rekonstruierbaren rechteckigen Türme waren rund 5,20 × 3,20 Meter groß und sprangen weit aus der rund zwei Meter breiten und noch bis zu vier Meter über der heutigen Geländeoberkante liegenden Umfassungsmauer hervor. Zwischen je zwei Ecktürmen wurden die Kurtinen durch je einen möglicherweise 2,50 × 2,50 Meter großen quadratischen Zwischenturm unterbrochen, der ebenfalls aus dem Verband der Umfassungsmauer hervortrat. Der Zwischenturm im Nordwesten scheint mit vielleicht 2,50 × 6,20 Metern größer gewesen zu sein. Im Gegensatz zur Breite der Umfassungsmauer waren die Mauern der Türme wohl nur 1,20 Meter stark. Vor MacDonalds Untersuchungen konnten keine sicheren Spuren eines Eingangstores in das Kastell erkannt werden. Während Glueck bon einem Tor in der Mitte der nordöstlichen Umwehrung feststellte, und auch Parker sowie Lander dessen Lage an der nordöstlichen Umfassungsmauer annahmen, erschien für Kennedy nur ein Zugang in der südöstlichen Mauerseite sinnvoll. Unter MacDonald konnte letztendlich ein Türsockel dokumentiert werden, der offenbar zum südwestlichen Tor der Fortifikation gehörte und ein Türsturz wurde mit dem nordöstlichen Tor verbunden.

### Innenbebauung
Im Inneren fluchten rechteckige, Räume entlang der vier Umfassungsmauern und lassen damit in ihrer Mitte Raum für einen rechteckigen Innenhof, wobei in dessen Mitte wohl vier wahrscheinlich gleich große länglich-rechteckige Gebäude lagen. Insbesondere an der Nordwestseite der Befestigung dokumentierten MacDonalds Untersuchungen noch rund 1,50 Meter hoch erhaltene Mauerzüge. Es scheint eine die Randbebauung begleitende umlaufende Lagerringstraße (Via sagularis) gegeben zu haben sowie zwei davon abgehende Straßen, die sich kreuzförmig in der Kastellmitte schnitten. Diese Gliederung ergab die vier Freiräume zwischen den Straßen, in denen der Platz für die Innenbebauung bestand. MacDonald vermutete die zentrale Lagerstraße in der Nordost-Südwest-Richtung. Obwohl das Kastellinnere durch große Mengen an verstürztem Bauschutt im ersten Moment irritierend wirkt, konnten durch MacDonalds Forschungen etliche Mauerzüge unterschieden werden. MacDonald stellte 2012 resümierend fest, dass es ohne Ausgrabungen schwierig sei, der Innenbebauung eine zeitliche Zuordnung zu geben, denn hier könnten Differenzierungen möglich sein.

## Lagerdorf(Vicus)
Die Forschung ist sich einig, dass die Fundstelle Khirbet el-Qirana im Ursprung eine nabatäische Gründung war, die nach der Annexion des Nabatäerreiches während der Regierungszeit des Kaisers Trajan (98–117) im Jahr 106 n. Chr. römisch wurde. Diese Befestigung, die den architektonischen Mittelpunkt der heute sichtbaren, rund 100 Meter entfernten Siedlung bildet, entstand frühestens im Zuge der reichsweiten Grenzverteidigungsreformen unter Kaiser Diokletian (284–305) und befindet sich im nordwestlichen Sektor innerhalb des kompakt gruppierten Vicus. Das Gebiet, das dieses Lagerdorf einnimmt, erstreckt sich über insgesamt rund 4,50 Hektar. Es erstreckt sich in einem Bogen vom Nordosten der Befestigung bis zu seiner Südseite und dehnt sich nach Kennedy (2002) rund 200 Metern in nordsüdlicher Richtung und rund 225 Meter in ostwestlicher Richtung aus. MacDonald stellte 2012 sehr ähnliche Werte fest und sprach bei der Ausdehnung des Vicus von 225 (N–S) × 170 (O–W) Metern. Die Luftbilder zeigen quadratisch und rechteckig erscheinende Bauten. Mehrere dieser Strukturen orientieren sich grob an den Umfassungsmauern des Kastells. Kennedy konnte bei seinen Untersuchungen mindestens zehn Gebäude identifizieren, von denen einige als recht groß erschienen. Eines dieser besonders großen Bauwerke befindet sich unmittelbar östlich der südöstlichen Umfassungsmauer des Kastells und umfasst rund 20 × 15 Meter. MacDonald berichtete 2012, dass es während seiner Forschungen zwischen 2005 und 2007 bereits Raubgrabungen im Vicus gab. Einer der illegal ausgeräumten Räume maß beispielsweise rund 3,50 (N-S) × 4,5 (O-W) Meter. In dem Raum ließen sich verschiedene Bautechniken erkennen, die möglicherweise auf Umbauten hindeuten.

### Zisternen
Es gibt eine große Struktur, die sich rund 100 Meter weiter westlich der Siedlung befindet und somit etwas vom Hauptfundplatz getrennt ist. Das Bauwerk misst rund 40 Meter im Quadrat und könnte ein verschlammtes Wasserreservoir gewesen sein. Die umliegenden Aufschüttungen aus Schlamm wären dann im Zuge früherer Reinigungen entstanden. Solch ein Wasserspeicher sowie weitere Zisternen sind in dieser Region stets nahe der Siedlungsstellen zu erwarten und die von Musil erwähnten Quellen bei el-Qirana wären mit einer Entfernung von rund 600 Metern weiter östlich wohl etwas zu weit für die Bewohner entfernt gewesen. Parker berichtete von zwei weiteren Zisternen im Westen des Kastells sowie einer weiteren im Norden. Auch MacDonald berichtet von einer möglichen Zisterne, die sich lediglich rund 15 bis 20 Meter von dem Kastell entfernt befinden könnte.

### Landwirtschaftliche Nutzflächen
Außerhalb der Siedlung zeigen Luftaufnahmen eine Vielzahl von Mauern und Steinhaufen, die einst das landwirtschaftlich bebaute Land gliederten. Einige dieser Mauerzüge bilden einfache, gerade Linien, während andere große, unregelmäßige Areale umschließen. Die Hauptbewirtschaftungsfläche befand sich wohl rund 500 Meter östlich des Fundplatzes und umfasste rund 1150 × 875 Meter (= 100 Hektar). Sie bestand aus einer Reihe von Feldern mit unterschiedlichen Formen und Dimensionen, die von Trockenmauern umfriedet waren. Die Felder variieren in ihrer Größe von etwa einem Viertel Hektar bis zu zehn Hektar und mehr. Einige der größten Felder dienten wohl eher der Viehzucht als dem Ackerbau. Die Mauern, die die Felder begrenzen, sind wahrscheinlich das Ergebnis der anhaltenden Beseitigung von Lesesteinen, die bei der Feldbearbeitung stetig an die Oberfläche traten, andere Steine, die das Bewirtschaften der Felder behinderten, wurden einfach zu den ebenfalls noch sichtbaren Haufen geschichtet.

## Wachturm el-Qirana
Westlich des Kastells befindet sich ein Wachturm, der höchstwahrscheinlich mit der Garnison entstand und mit ihr im frühen 6. Jahrhundert aufgegeben worden ist.

## Datierung
Während Glueck nach eigenen Angaben an diesem Fundort ausschließlich nabatäische Keramikfragmente als Oberflächenfunde ausmachen konnte, wird die Fundlage durch Parkers Feldbegehung wesentlich differenzierter:

### Feldbegehung 1 (Suchfläche: Kastell und Siedlung; bearbeitet: 110 Scherben)
| Anzahl | Zeitstellung                          | Bemerkung                  |
| ------ | ------------------------------------- | -------------------------- |
| 3      | eisenzeitlich II (?)                  | ca. 900–539 v. Chr.        |
| 57     | frührömisch-nabatäisch                | ca. 63 v. Chr.–135 n. Chr. |
| 7      | spätrömisch I–II                      | ca. 135–235                |
| 8      | spätrömisch III–IV                    | ca. 235–324                |
| 30     | frühbyzantinisch I/spätbyzantinisch I | ca. 324–527                |
| 1      | spätottomanisch                       | ca. 1703–1918              |
| 4      | unbestimmt                            |                            |

### Feldbegehung 2 (Suchfläche: Wachturm; bearbeitet: 54 Scherben)
Auch am Wachturm nahm Parker 1976 eine Feldbegehung vor.
| Anzahl | Zeitstellung                          | Bemerkung                  |
| ------ | ------------------------------------- | -------------------------- |
| 1      | eisenzeitlich (?)                     | ca. 1200–539 v. Chr.       |
| 11     | frührömisch-nabatäisch                | ca. 63 v. Chr.–135 n. Chr. |
| 5      | spätrömisch IV                        | ca. 284–324                |
| 26     | frühbyzantinisch I/spätbyzantinisch I | ca. 324–527                |
| 1      | spätbyzantinisch II/III (?)           | ca. 527–551/ca. 551–614    |
| 10     | unbestimmt                            |                            |

Parker konnte wie gezeigt nur einige fragliche eisenzeitliche Keramikscherben bestimmen. Doch die überwiegende Mehrheit seiner Sammlung aus der Siedlung und dem Kastell ließ sich zu etwa gleichen Mengen in nabatäische und römisch-byzantinische Töpferwaren unterscheiden. Auch der nahegelegene Wachturm barg größtenteils nabatäische und römisch-byzantinische Keramikfragmente. Die Keramik erlaubt, festzustellen, dass Khirbet el-Qirana wohl eine nabatäische Gründung ist, die später von den Römern übernommen und in der Spätantike durch ein Kastell erweitert wurde. Die jüngsten Oberflächenfunde aus der Siedlung und dem Kastell stammen aus dem sechsten Jahrhundert. Spätestens mit dem an anderen östlichen Grenzposten zu beobachtenden Truppenabzug im Jahre 530 n. Chr. scheint auch die Zivilsiedlung niedergegangen zu sein. Während oder kurz nach der Zeit des islamischen Eroberungszuges durch die Levante in der ersten Hälfte des 7. Jahrhunderts scheint Khirbet el-Qirana bereits nicht mehr existiert zu haben.
Auch während der Untersuchungen von MacDonald zwischen 2005 und 2007 fand eine Feldbegehung statt, bei der 70 Keramikfragmente gesammelt wurden. Ausgewertet wurde ausschließlich römische Ware.